# The Phantom of 42nd Street
The Phantom of 42nd Street – amerykański film z 1945 roku w reżyserii Alberta Hermana.

## Obsada
- Alan Mowbray jako Cecil Moore
- Robert Strange jako wróżbiarz
- Paul Power jako Timothy Wells
- Cyril Delevanti jako Robert
- John Crawford jako John Carraby
- Stanley Price jako Reggie Thomas
- Vera Marshe jako Ginger
- Jack Mulhall jako porucznik Walsh